# Bernard Alliot
Pour les articles homonymes, voir Alliot.
Bernard Alliot, né le 9 mai 1938 à Châteaubriant, en Loire-Inférieure, et décédé le 10 juin 1998 dans le 15e arrondissement de Paris, est un écrivain et journaliste français.

## Biographie
D'abord apprenti aux chantiers navals de Saint-Nazaire, puis ouvrier jusqu'à son départ au service militaire en Algérie en 1958. Il exerce ensuite divers métiers. Journaliste autodidacte, il écrit un roman sur la Guerre d'Algérie qui ne sera jamais publié.
Il entre au journal Le Monde en 1966, puis passe au Monde des Livres (1977-1985).
Son roman Eaux troubles est adapté à la télévision dans un épisode de la série télévisée Haute Tension réalisé par Alain Bonnot en 1989 avec Christine Dejoux et Claude Brasseur dans les rôles principaux.

## Œuvre

### Romans
- Eaux troubles, Éditions Mazarine (1988)  (ISBN 2-86374-287-6), réédition Presses Pocket no 3356 (1989)  (ISBN 2-266-03035-3)
- Délit de fuite, Éditions de l’instant (1989)  (ISBN 2-86929-140-X), réédition Fleuve noir (1996)  (ISBN 2-265-05972-2)
- L'Adieu à Kouriline, Fayard (1990)  (ISBN 2-213-02547-9), réédition Presses Pocket (1992) no 3986  (ISBN 2-266-04811-2)
- L'Étreinte des sirènes, Julliard (1992)  (ISBN 2-260-00966-2)
- Le Cœur enragé, Belfond (1997)  (ISBN 2-7144-3541-6)

## Filmographie

### Adaptation à la télévision
- 1989 : Eaux troubles, épisode de la série télévisée Haute Tension réalisé par Alain Bonnot, adaptation du roman éponyme, avec Claude Brasseur, Michel Vitold et Christine Dejoux

## Sources
- Claude Mesplède (dir.), Dictionnaire des littératures policières, vol. 1 : A - I, Nantes, Joseph K, coll. « Temps noir », 2007, 1054 p. (ISBN 978-2-910-68644-4, OCLC 315873251)